# Club sportif Hobscheid
Le Club sportif Hobscheid était un club luxembourgeois de football basé à Hobscheid, fondé en 1932 et disparu en 2007.
La meilleure place obtenue par le club en première division luxembourgeoise est une cinquième place en 2000.
Le CS Hobscheid participe à trois éditions de la Coupe Intertoto (1998, 2000, et 2001) avec à chaque fois une élimination dès le premier tour.

## Bilan européen
Note : dans les résultats ci-dessous, le score du club est toujours donné en premier
| Saison | Compétition     | Tour         | Club            | Domicile | Extérieur | Total |
| ------ | --------------- | ------------ | --------------- | -------- | --------- | ----- |
| 1998   | Coupe Intertoto | Premier tour | Hradec Králové  | 0 - 0    | 1 - 2     | 1 - 2 |
| 2000   | Coupe Intertoto | Premier tour | Pelister Bitola | 0 - 1    | 1 - 3     | 1 - 4 |
| 2001   | Coupe Intertoto | Premier tour | Dinamo Minsk    | 1 - 1    | 0 - 6     | 1 - 7 |

Légende
- Victoire ou qualification pour le tour suivant
- Match nul
- Défaite ou élimination de la compétition